# Ebenezer Cunningham
Ebenezer Cunningham (7 mai 1881 à Hackney, Londres - 12 février 1977) est un mathématicien et physicien théorique britannique connu pour ses recherches dans les premières années de la relativité restreinte.

## Biographie
Il étudie au St John's College de Cambridge à partir de 1899 et est nommé Senior Wrangler en 1902 (la plus haute distinction parmi les wranglers), recevant le prix Smith en 1904.
En 1904, en tant que lecturer à l'université de Liverpool, il travaille sur un nouveau théorème de la relativité en collaboration avec son collègue Harry Bateman. Ils appliquent les méthodes de l'inversion géométrique à l'étude de la théorie de l'électromagnétisme grâce à leurs transformations :

« Chaque solution quadri-dimensionnelle [aux équations de Maxwell] peut être inversée en une hypersphère de pseudo-rayon K de dimension 4 dans le but de dégager une nouvelle solution. Essentielle à l'article de Cunningham est la démonstration que les équations de Maxwell conservent leur forme sous ces transformations,. »

Il a travaillé avec Karl Pearson en 1907 à l'University College London. Il a épousé Ada Collins en 1908. En août 1911, il est retourné au St John's College où il a fait carrière. Appelé sous les drapeaux en 1915, il a en alternance participé à l'agriculture et tenu un bureau au YMCA. Il a occupé une chaire universitaire de 1926 à 1946.
Son ouvrage The Principle of Relativity (1914) est l'un des premiers traités en anglais sur la relativité restreinte, paru dans les mêmes années que les ouvrages d'Alfred Robb et de Ludwik Silberstein. En 1915, il publie Relativity and the Electron Theory, suivi de Relativity, Electron Theory and Gravitation en 1921. McCrea a écrit que Cunningham doutait que la relativité générale pourrait « produire des résultats physiques qui puissent être mathématiquement modélisés. »
Cunningham était un pacifiste et un croyant. Il a occupé le poste de président du Congregational Union of England and Wales en 1953 et 1954.

## Publications
- (en) The Principle of Relativity, 1914
- (en) Relativity and the Electron Theory, 1915
- (en) Relativity, Electron Theory and Gravitation, 1921

Cunningham a aussi publié des articles :
- (en) The Structure of the Æther, 1907
- (en) On the Electromagnetic Mass of a Moving Electron
- (en) The Principle of Relativity in Electrodynamics and an Extension Thereof, 1909

### Citations originales
1. ↑  (en) « Each four-dimensional solution [to Maxwell's equations] could then be inverted in a four-dimensional hypersphere of pseudo-radius K in order to produce a new solution. Central to Cunningham's paper was the demonstration that Maxwell's equations retained their form under these transformations. »
2. ↑  (en) « physical results adequate return for mathematical elaboration. »